# Смеречанський Ярослав Васильович
Яросла́в Смереча́нський (1909, Коломия — 2002, Заліщики) — композитор, диригент, музикант, педагог.

## Життєпис
Народився 1909 р. в Коломиї.
З дитинства захоплювався музикою, піснями. Подальше вдосконалення скрипкової гри проходило в Заліщицький учительській семінарії. Часто спілкувався з видатним письменником О. Маковеєм.
У 1932 році Ярослав Смеречанський закінчив Львівську консерваторію.
З 1943 р. працює в Заліщиках. Організовані ним хори зайняли призові місця на конкурсах хорів у Києві. Хор села Добровляни, під його орудою, став відомий в усій Україні.
З 1959 р. починає керувати чоловічою капелою «Гомін».
Я. Смеречанський — автор музичних творів для хорів, ансамблів, духових оркестрів, скрипки.
Написав музику до поезій Т. Шевченка, М. Шашкевича, І. Франка, М. Рильського, А. Малишка.
Пісні Я. Смеречанського виконують різні професійні і самодіяльні хори. Його твори стали об'єктом дослідницької діяльності музикознавців. Він був досвідченим педагогом.
У 1947 р. організував дитячу музичну школу і був її першим директором.
Помер Я. Смеречанський у 2002 році у місті Заліщиках.